# نگارخانه ترتیاکوف

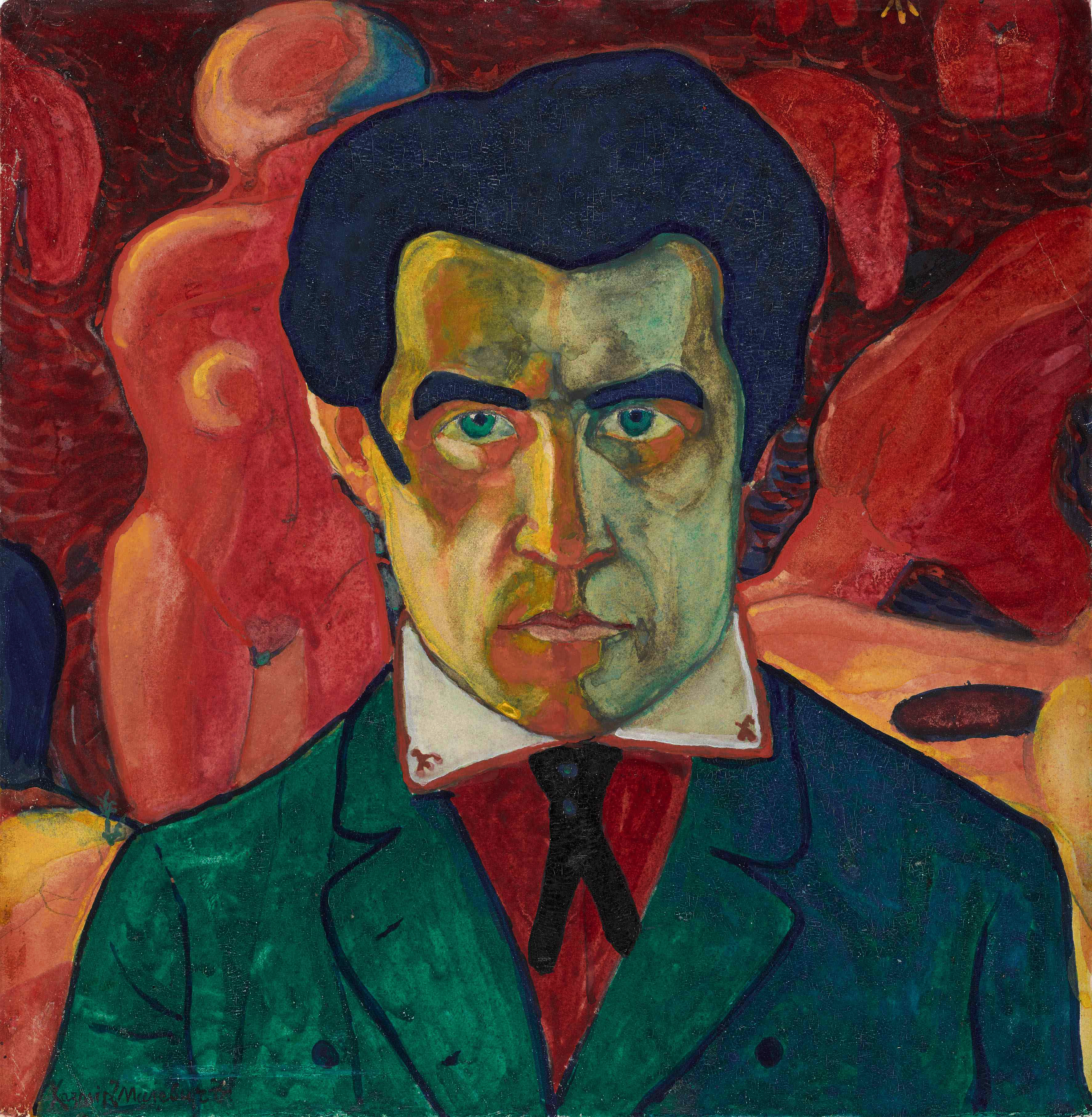
خودنگاره‌ای از کازیمیر ماله‌ویچ در سبک آوانگارد سوپره‌ماتیسم. ۱۹۱۲ م.

نگارخانه دولتی ترِتیاکوف (به روسی: Государственная Третьяковская галерея) واقع در شهر مسکو؛ پایتخت روسیه، یکی از مهم‌ترین گنجینه های هنری محسوب می شود. پاول ترتیاکف از ۱۸۵۶ تابلوهای نگارگران روس و برادرش سِرگِی آثار مربوط به هنرمندان خارجی را گردآوری کردند. این کار آنها به پدید آمدن گنجینهٔ هنرهای ملی انجامید. طی حدود یکصدوپنجاه سالی که از تاسیس این موزه می‌گذرد، صد و هشتاد هزار  تابلوی نقاشی، پیکر و شمایل، کار نقاشان نامی و هنرمند روس در سده‌های یازده تا ۲۰ در آن گرد آمده است. علاقه‌مندان برای بازدید کامل باید از ۵۲ تالار موزه که هریک به دوره زمانی ویژه‌ای تعلق دارد عبور کنند.
تابلوهای گنجینه هنری ترتیاکف نه تنها از دیدگاه هنری بلکه از نظر اجتماعی هم جالب توجه است. از روی تابلوها می‌توان با آداب و رسوم زندگی مردم روسیه در سده‌های گذشته آشنا شد. 
تابلوهای نقاشی «بریولف» با دیدی روانشناسانه کشیده شده و از این لحاظ، ظرافت و دقت خاصی دارد.
کارهای نقاشانی مانند «ونتسیانف»، «تراپینین»، «فدوتف» و بسیاری آثار دیگر که در این گنجینه وجود دارد از بهترین آثار هنر واقع‌گرایانه جهان به شمار می‌روند.
آثار با عظمت رپین، آیوازوفسکی و شیشکین نیز از جمله ذخایر این محل است.

## نگارخانه

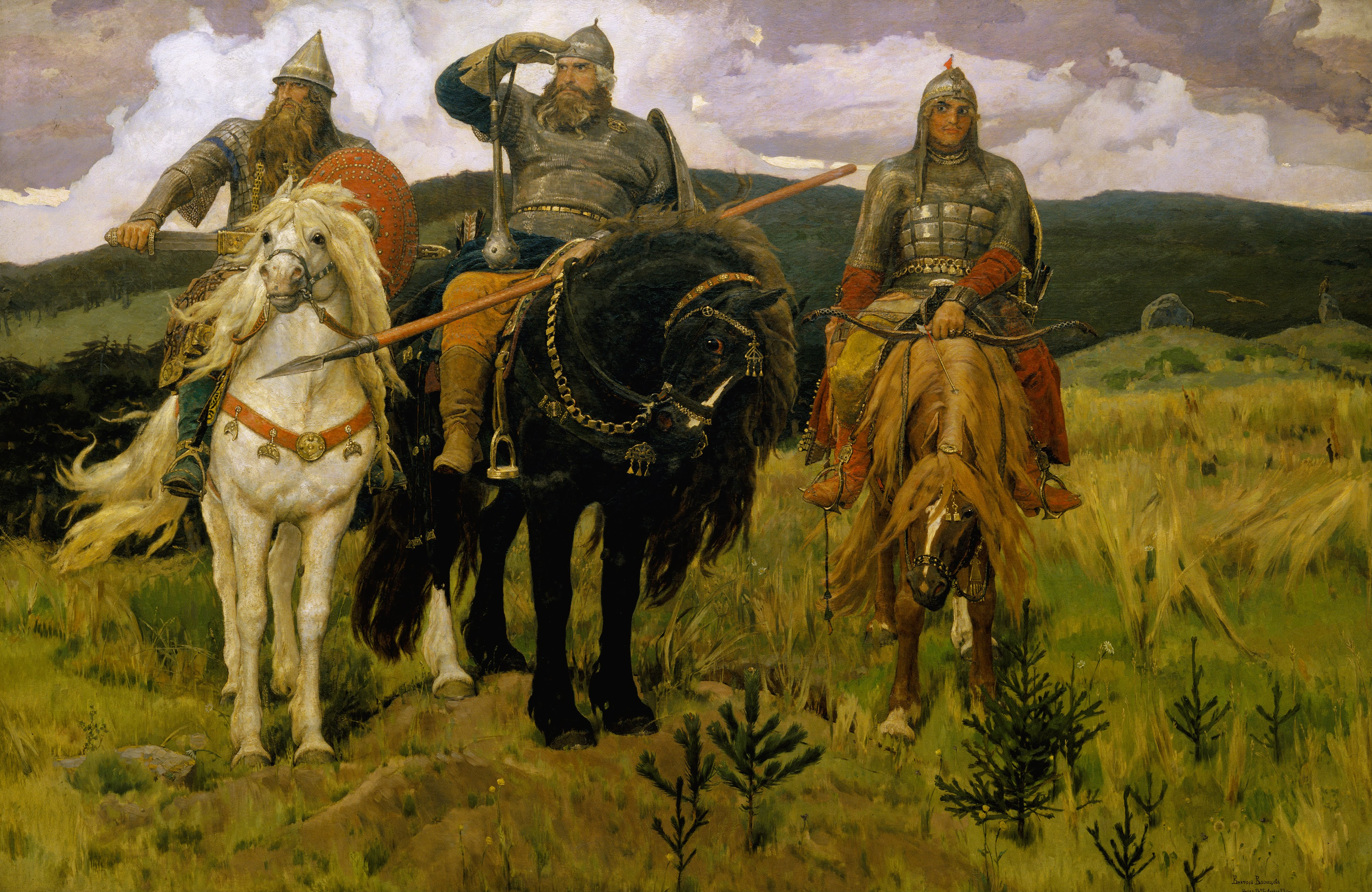
بوگاتیرز ۱۸۹۸ م. اثر ویکتور واسنتسوف
شکارچی‌ها حین استراحت ۱۸۷۱ م. اثر واسیلی پروف
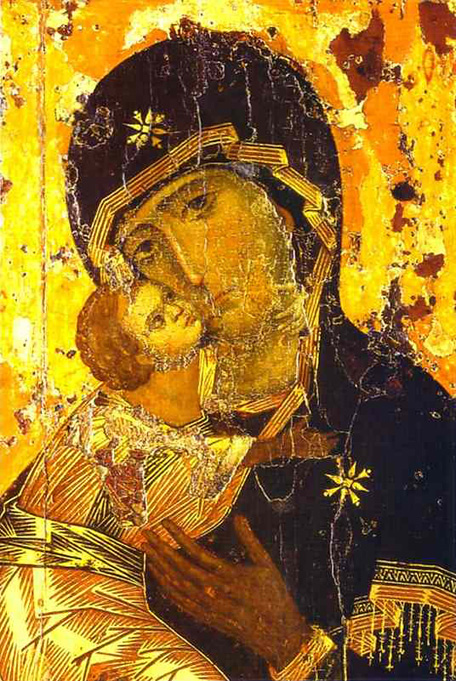
تئوتوکوس ولادیمیر حوالی ۱۱۳۰ م. اثر هنرمند نامعلوم
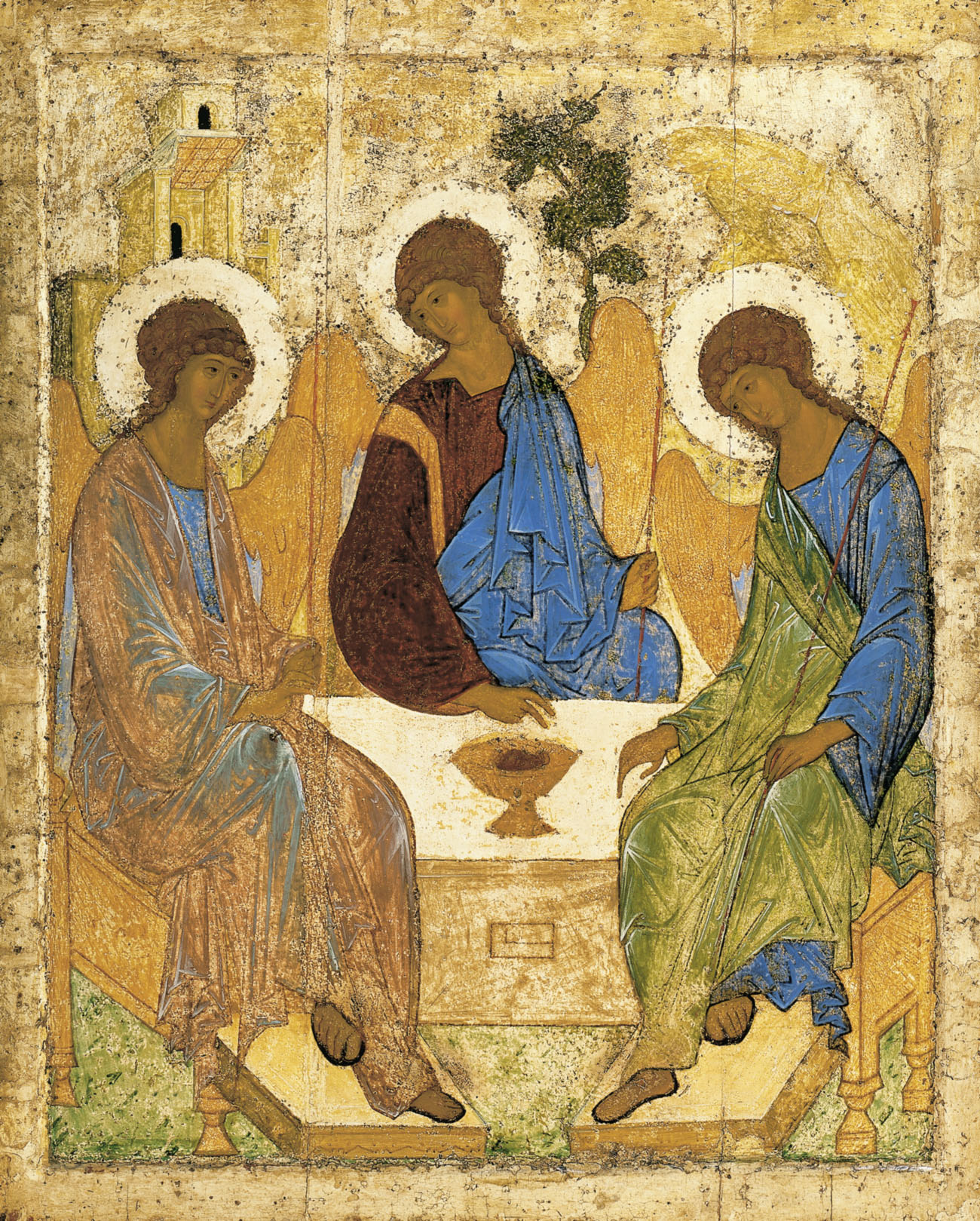
تثلیث ۱۴۱۱ یا ۱۴۲۳-۲۵ م. اثر آندری روبلوف
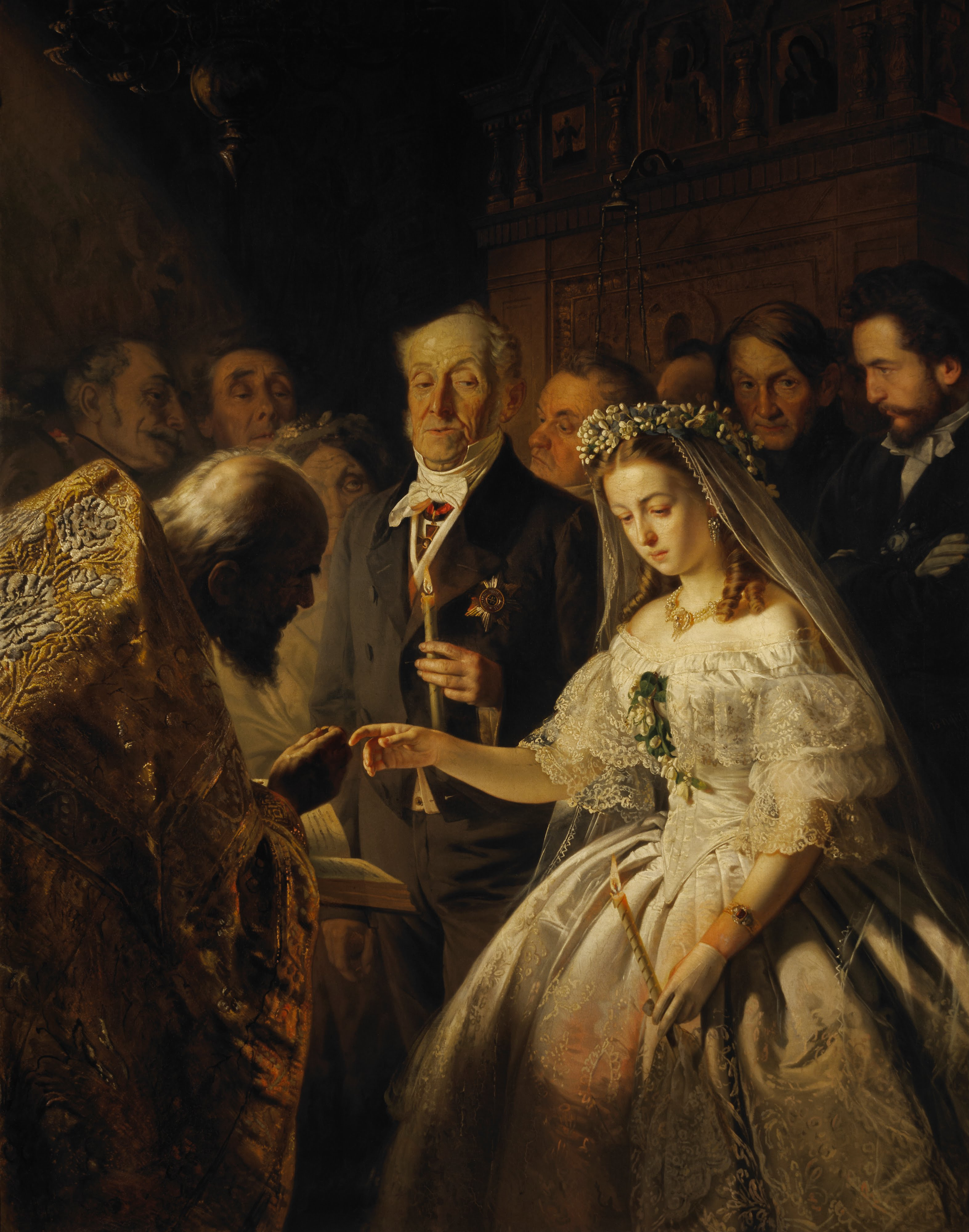
ازدواج نابرابر ۱۸۶۲ م. اثر واسیلی پوکیرف
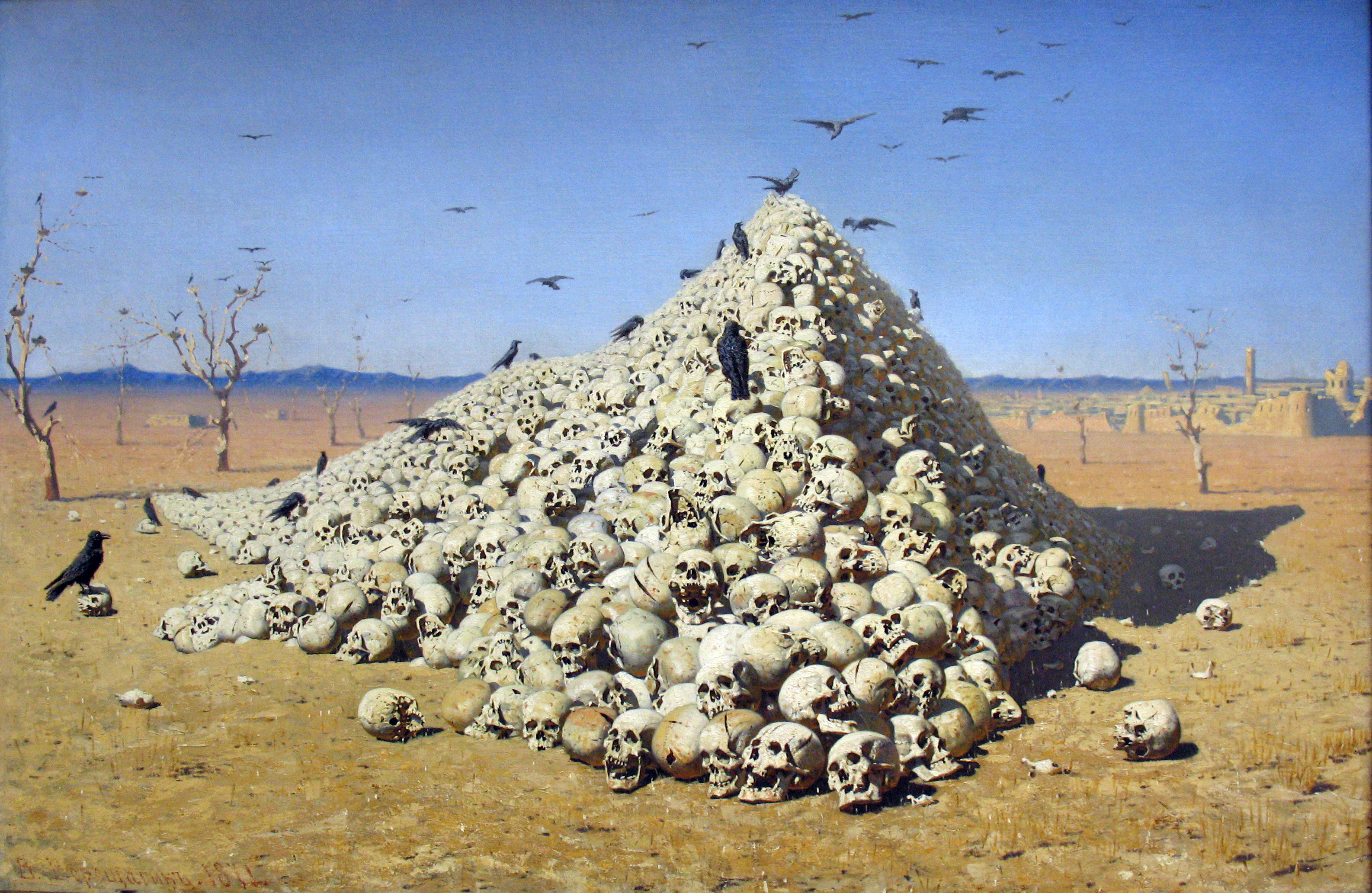
ستایش اغراق‌آمیز از جنگ ۱۸۷۱ م. اثر واسیلی ورشچگین
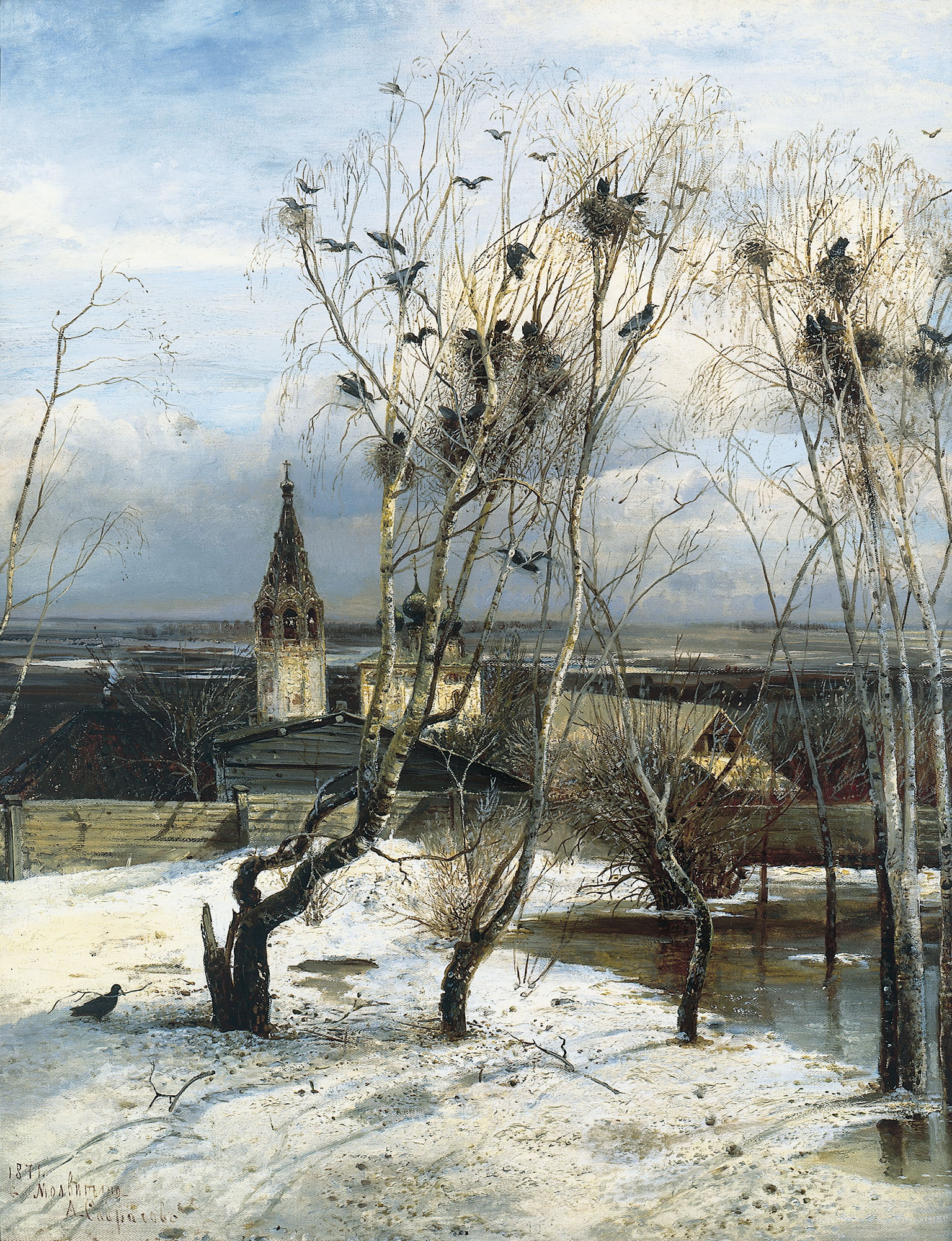
کلاغ‌ها برگشته‌اند ۱۸۷۱ م. اثر آلکسی ساوراسوف
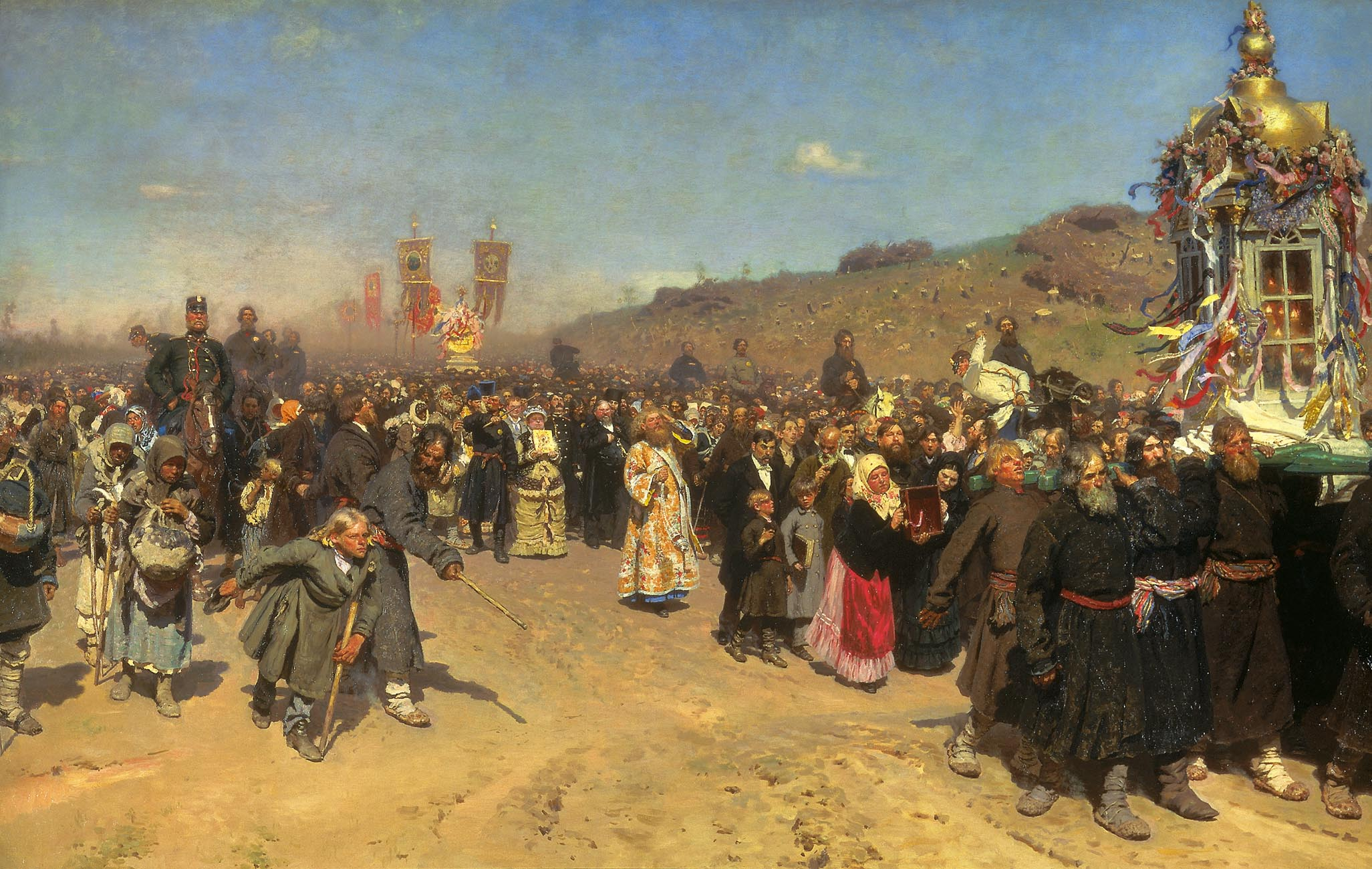
مراسم مذهبی در استان کورسک ۸۳-۱۸۸۰ م. ایلیا رپین
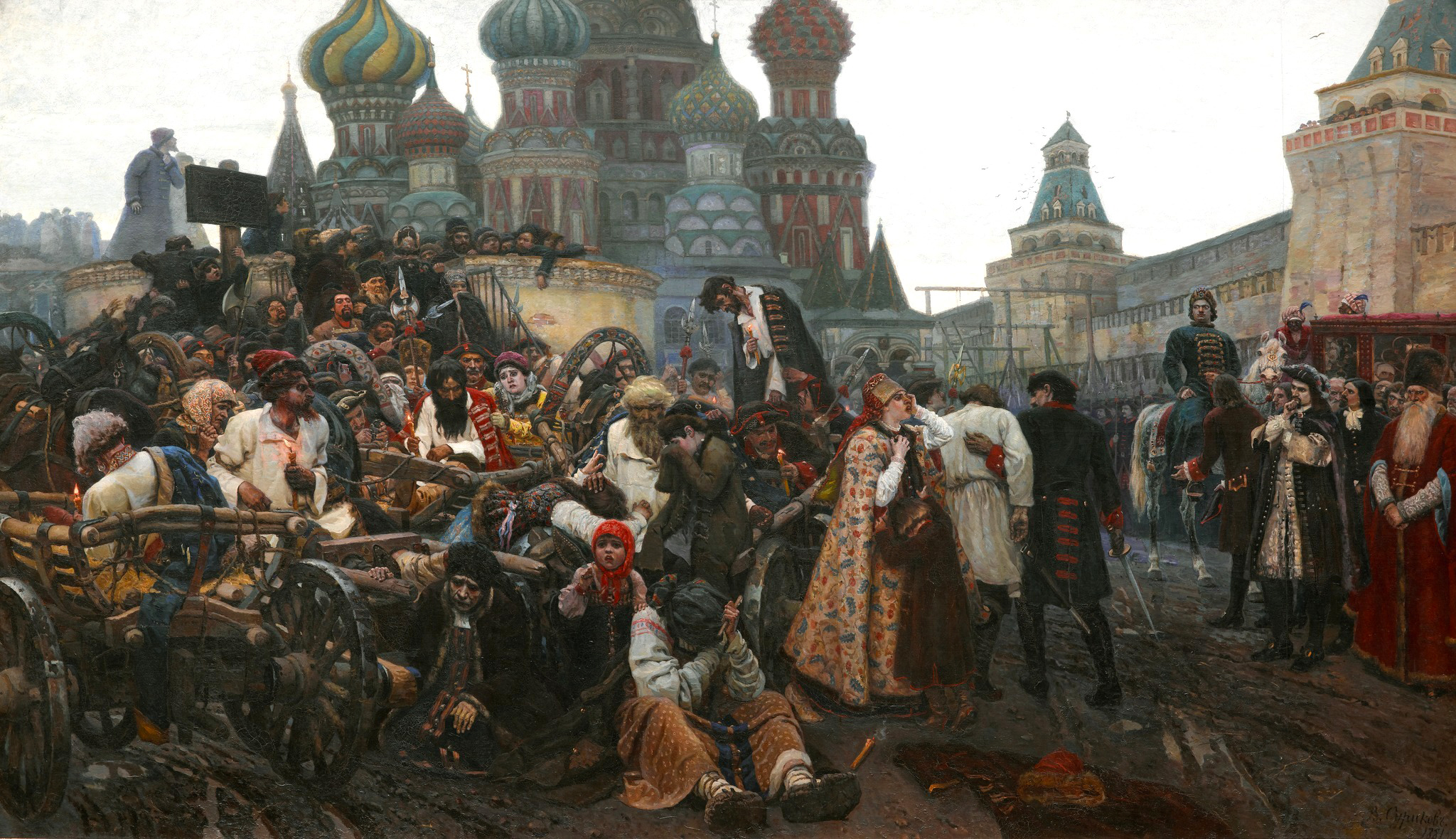
صبح روز اعدام استارلتسی ۱۸۸۱ م. واسیلی سوریکوف
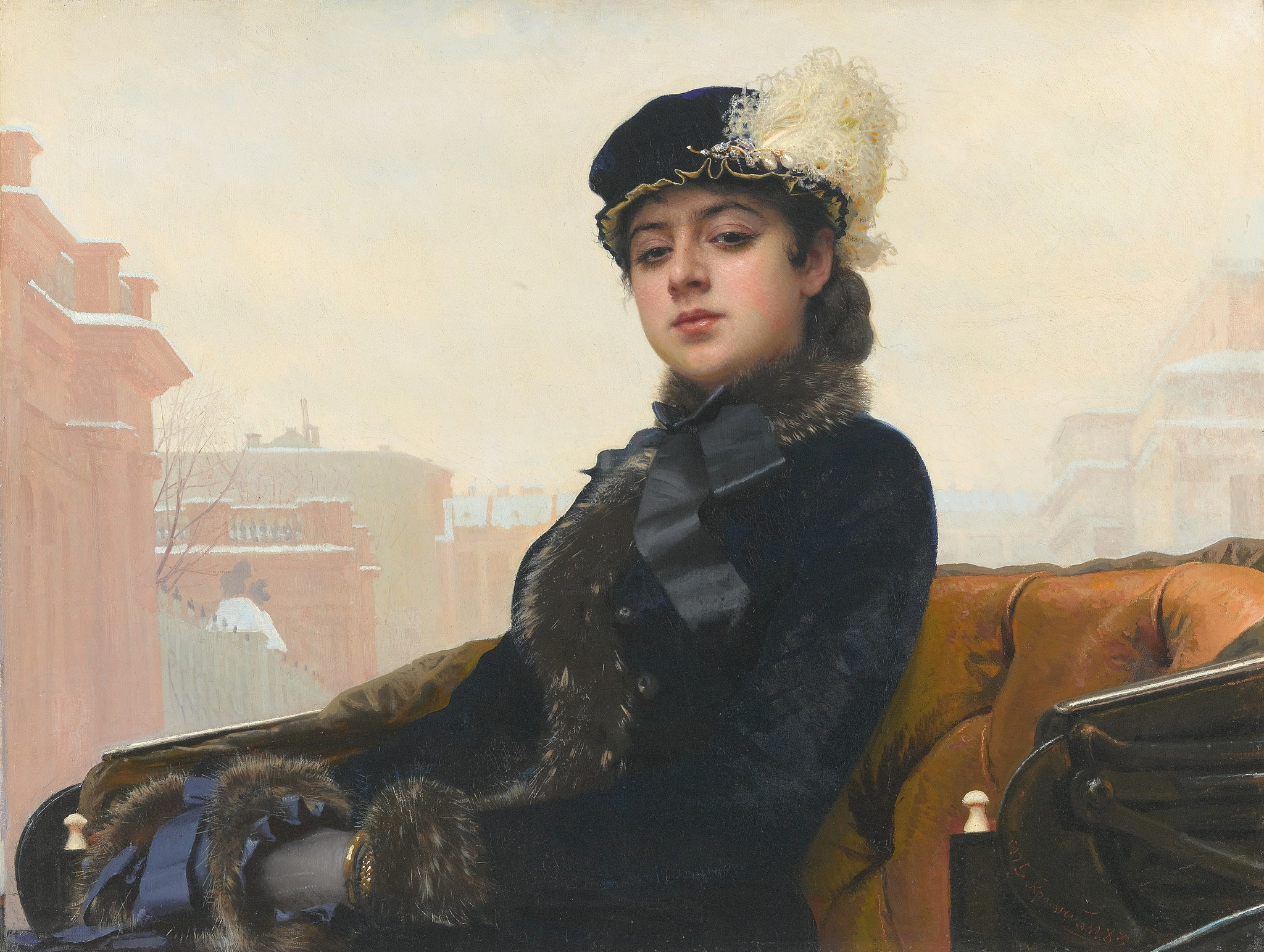
پرترهٔ دختری ناشناس ۱۸۸۳ م. ایوان کرامسکوی
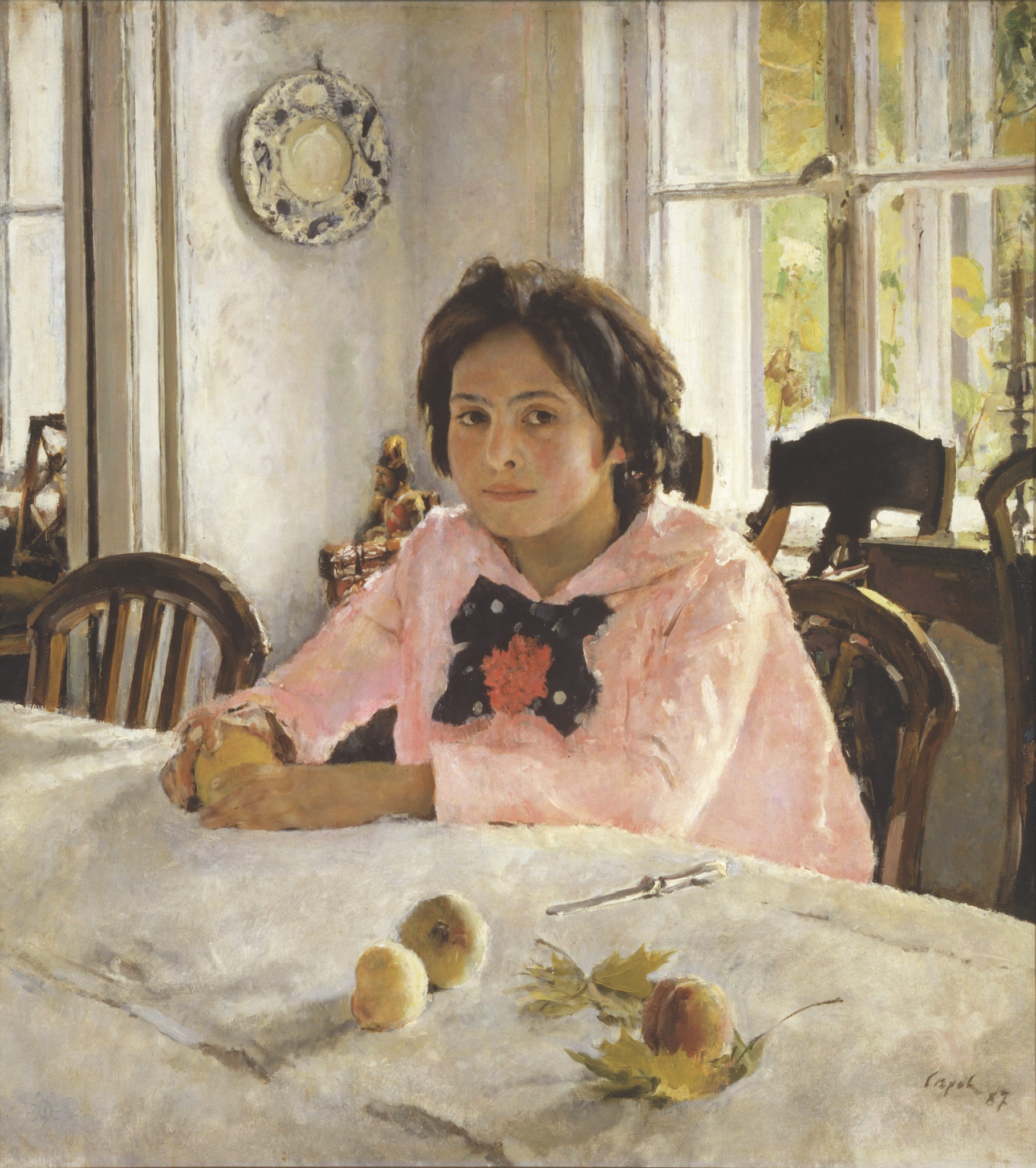
دختری با هلوها ۱۸۸۷ م. والنتین سروف
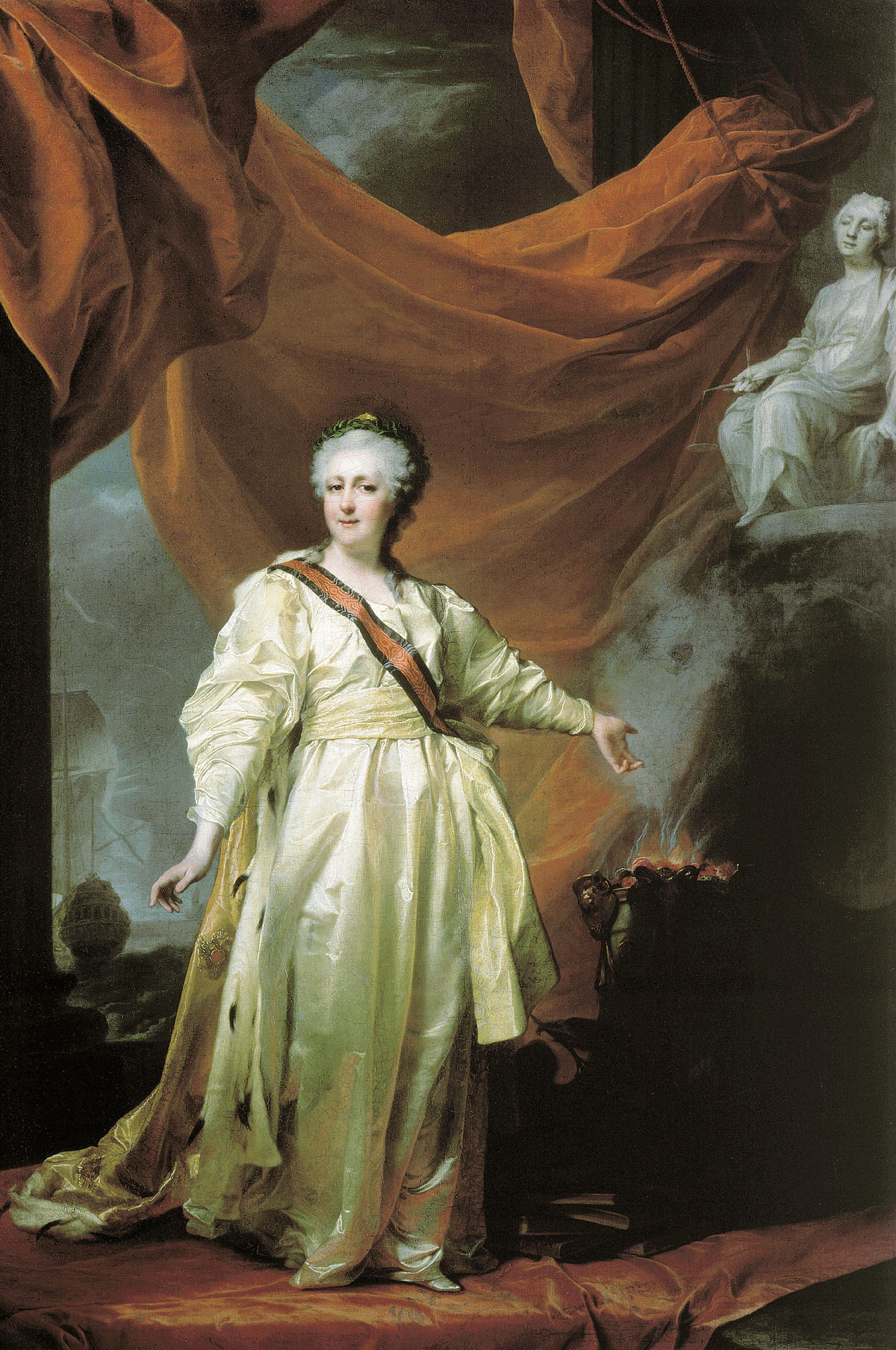
پرترهٔ کاترین کبیر ۱۷۸۳ م. اثر دمیتری لویتسکی
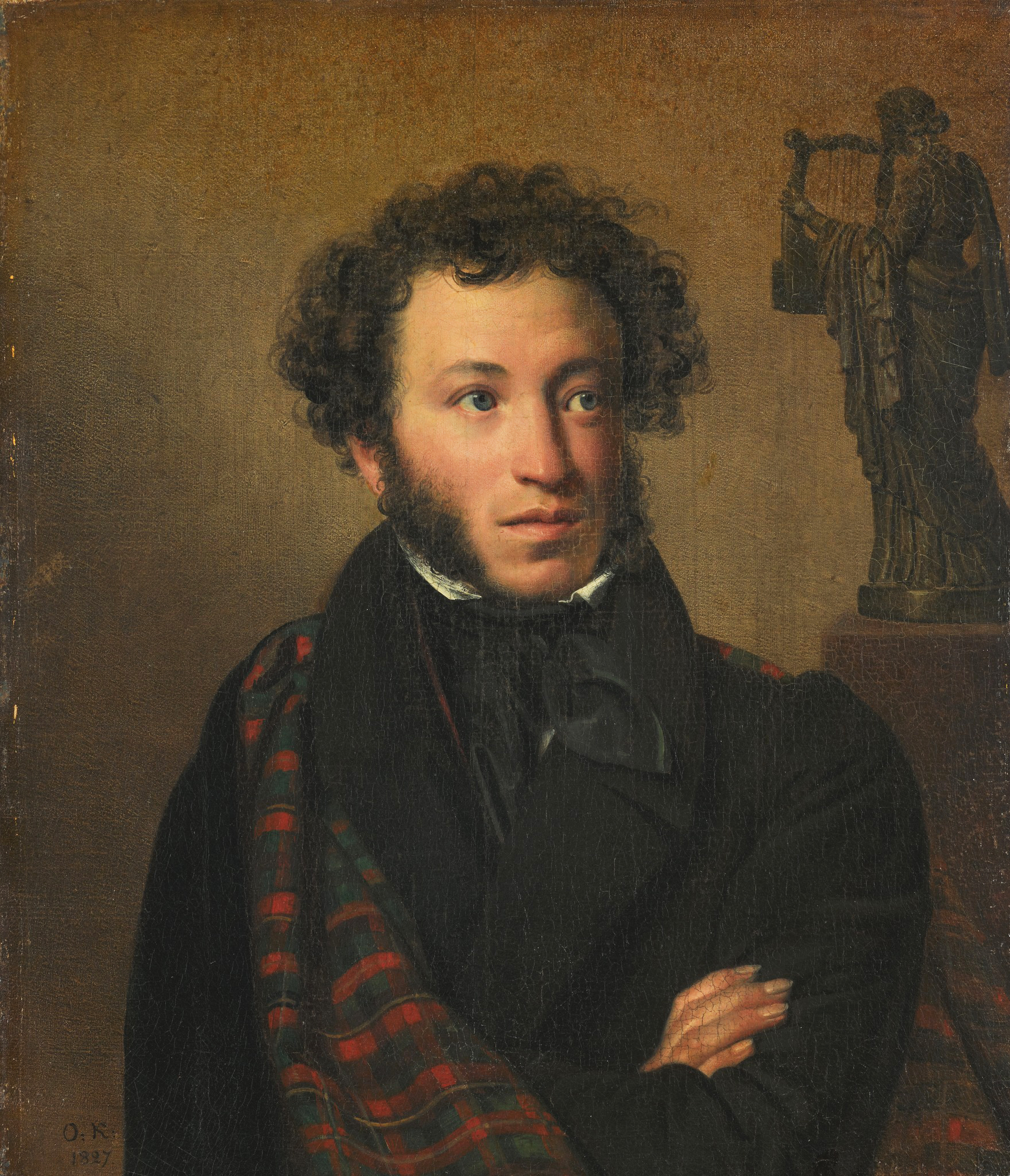
پرترهٔ الکساندر پوشکین ۱۸۲۷ م. اثر اورست کیپرنسکی
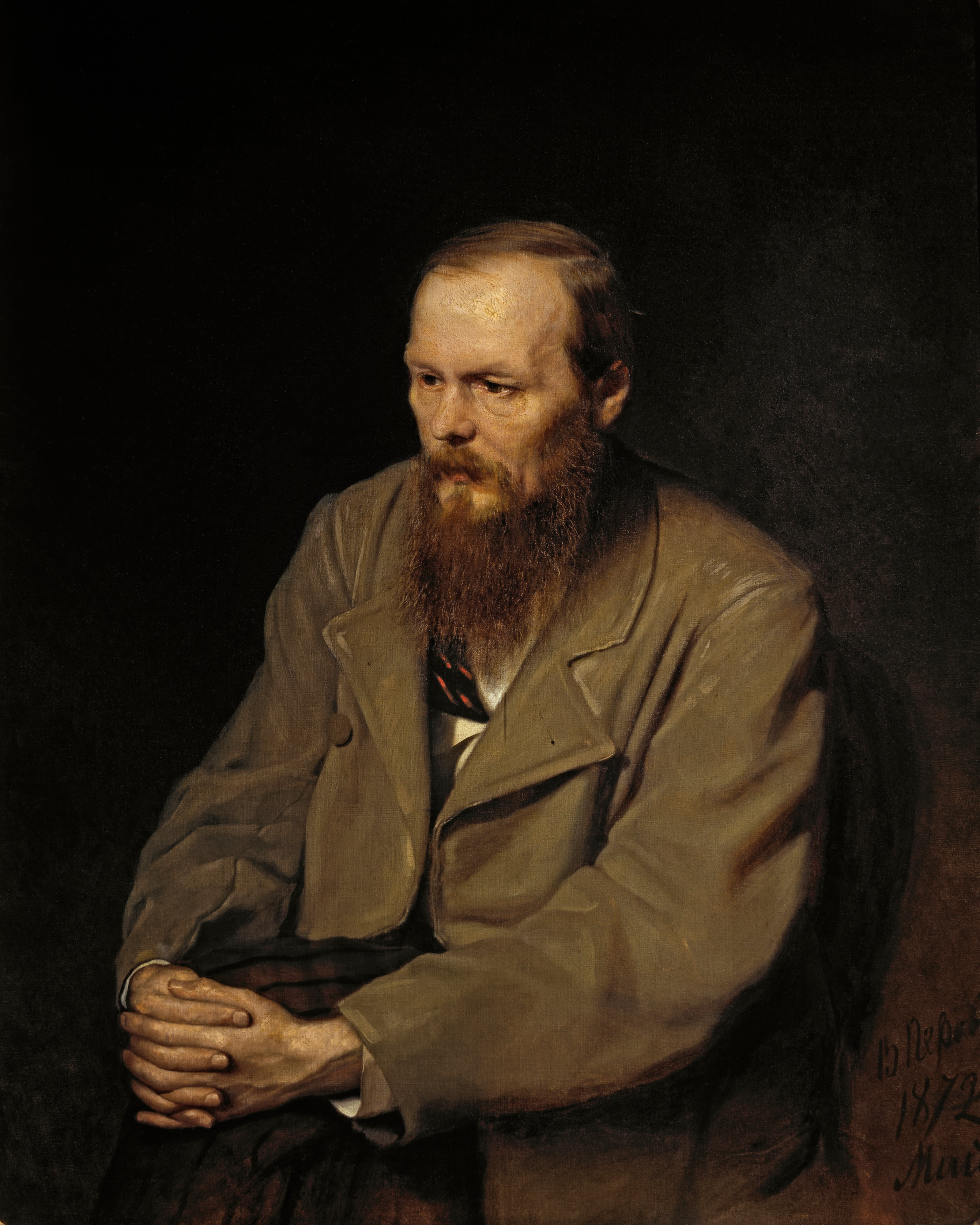
پرترهٔ فیودور داستایفسکی ۱۸۷۲ م. اثر واسیلی پرو
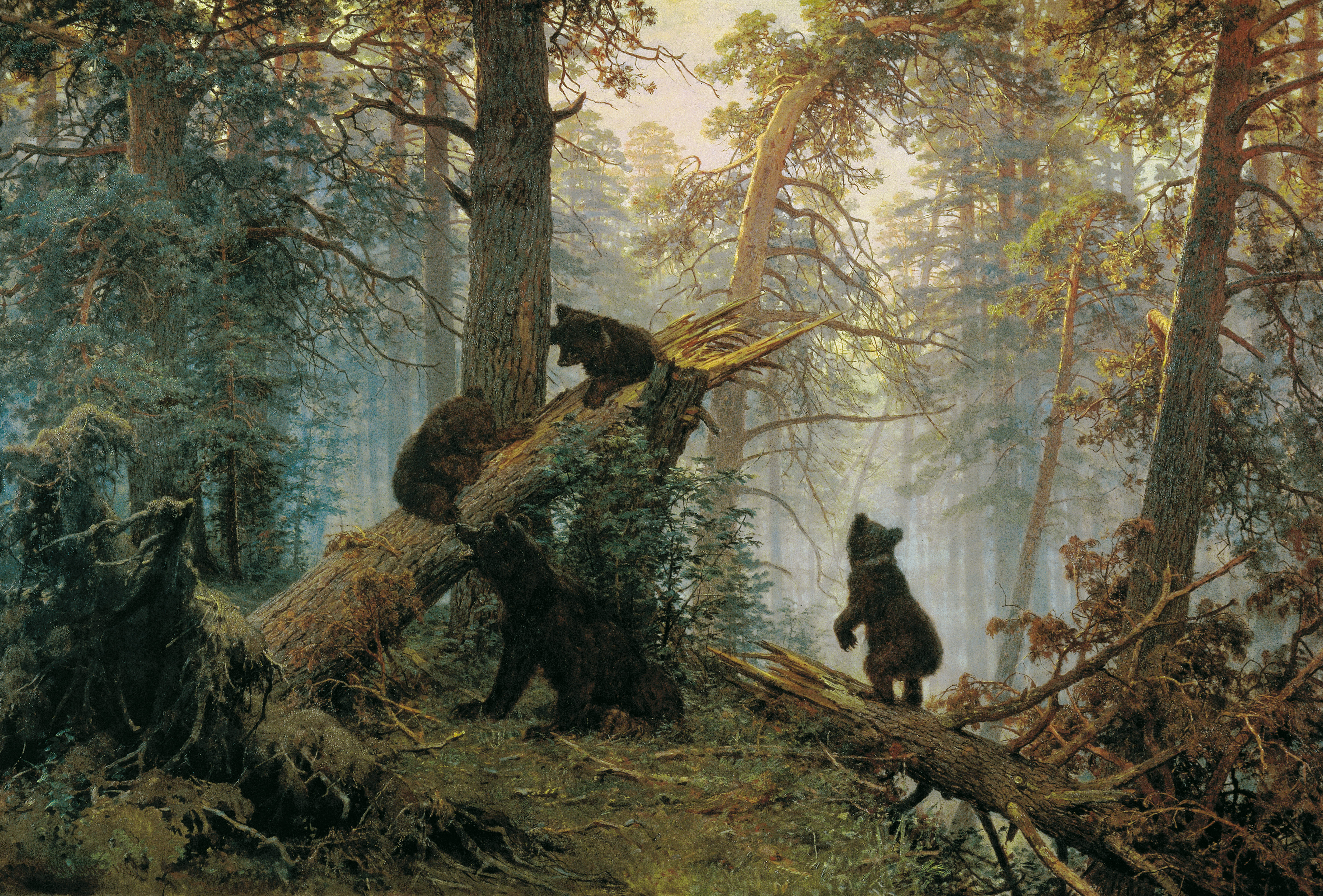
صبح در جنگل کاج ۱۸۸۶ م. اثر ایوان شیشکین
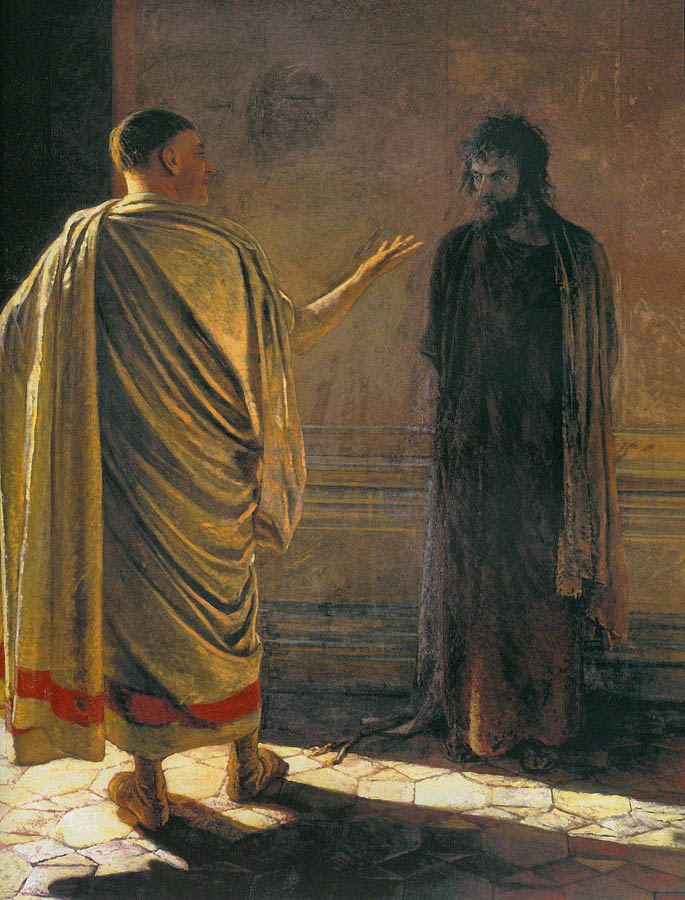
حقیقت چیست؟ ۱۸۹۰ م. اثر نیکلای گیه
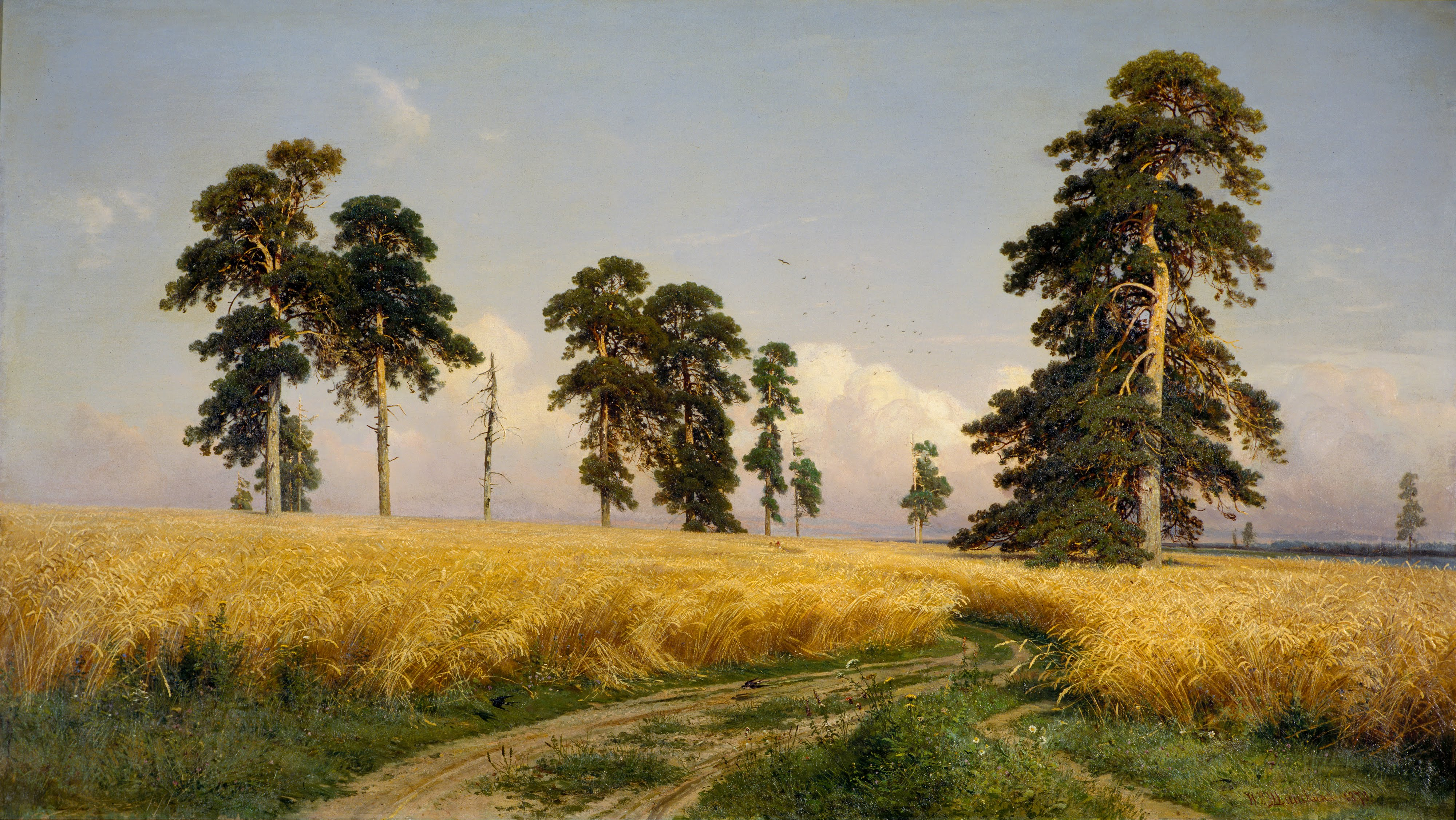
زمین چاودار ۱۸۷۸ م. اثر ایوان شیشکین
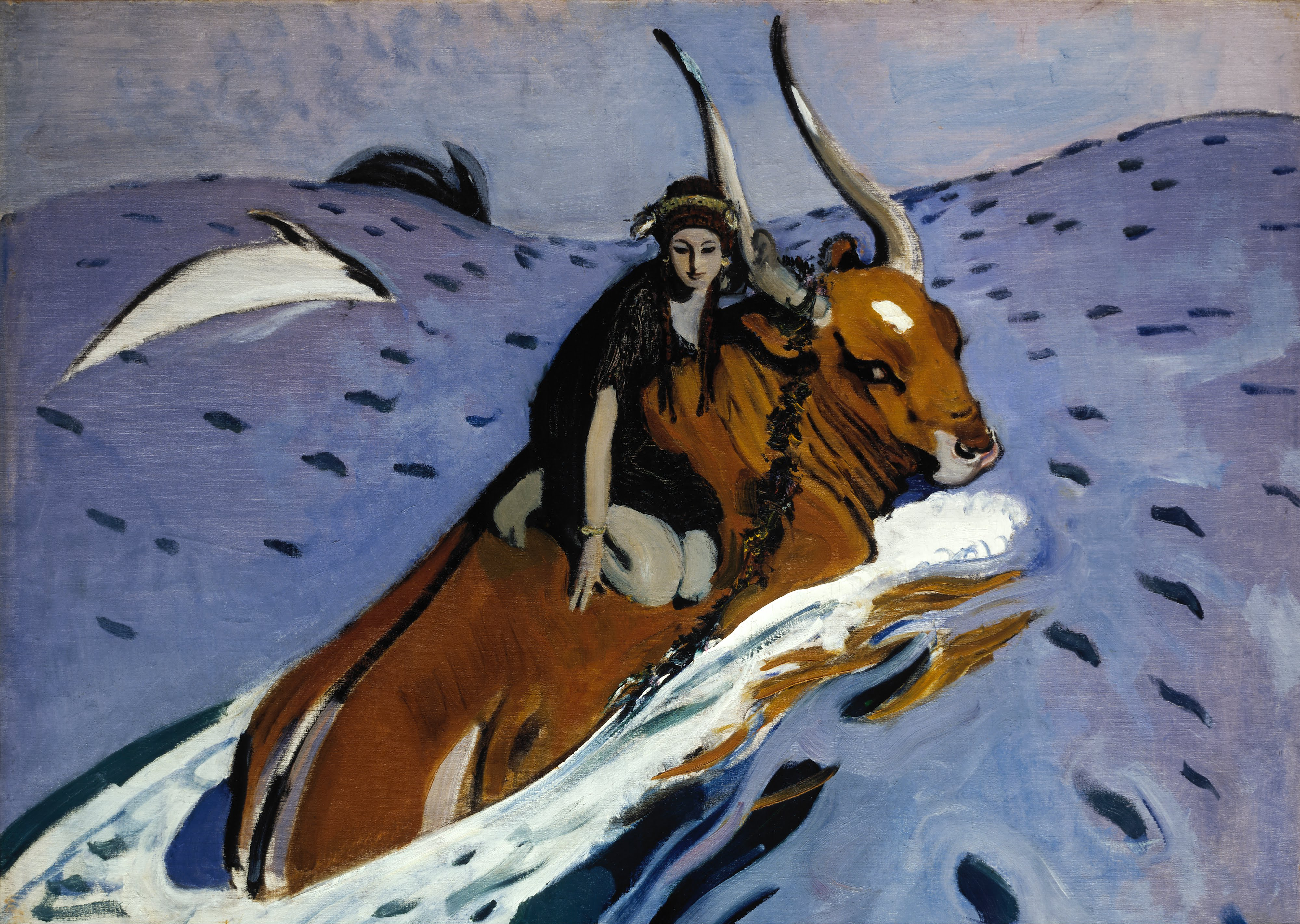
تجاوز به ائوروپه ۱۹۱۰ م. اثر والنتین سروف
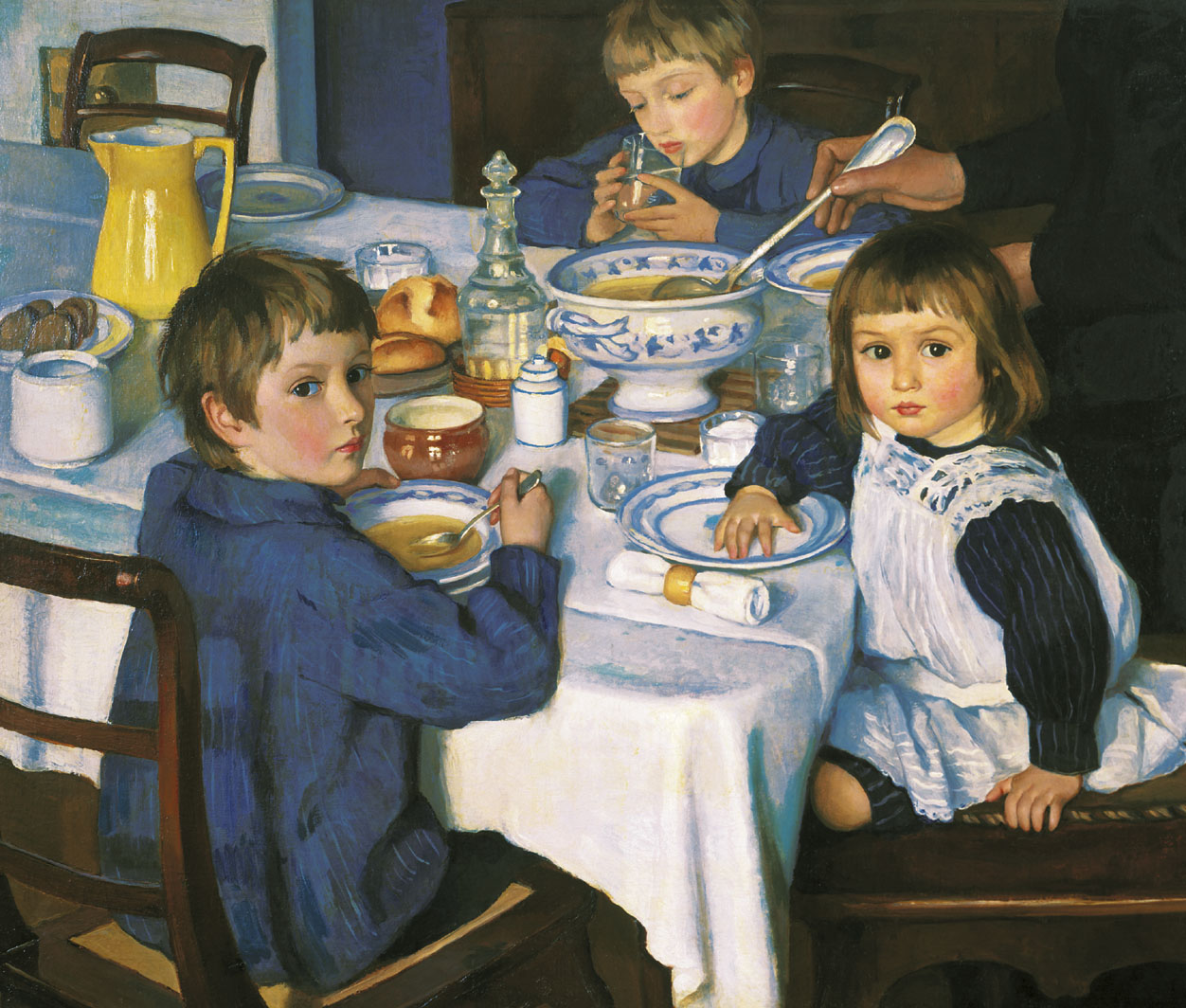
میز صبحانه ۱۹۱۴ م. اثر زینایدا سربریاکوآ
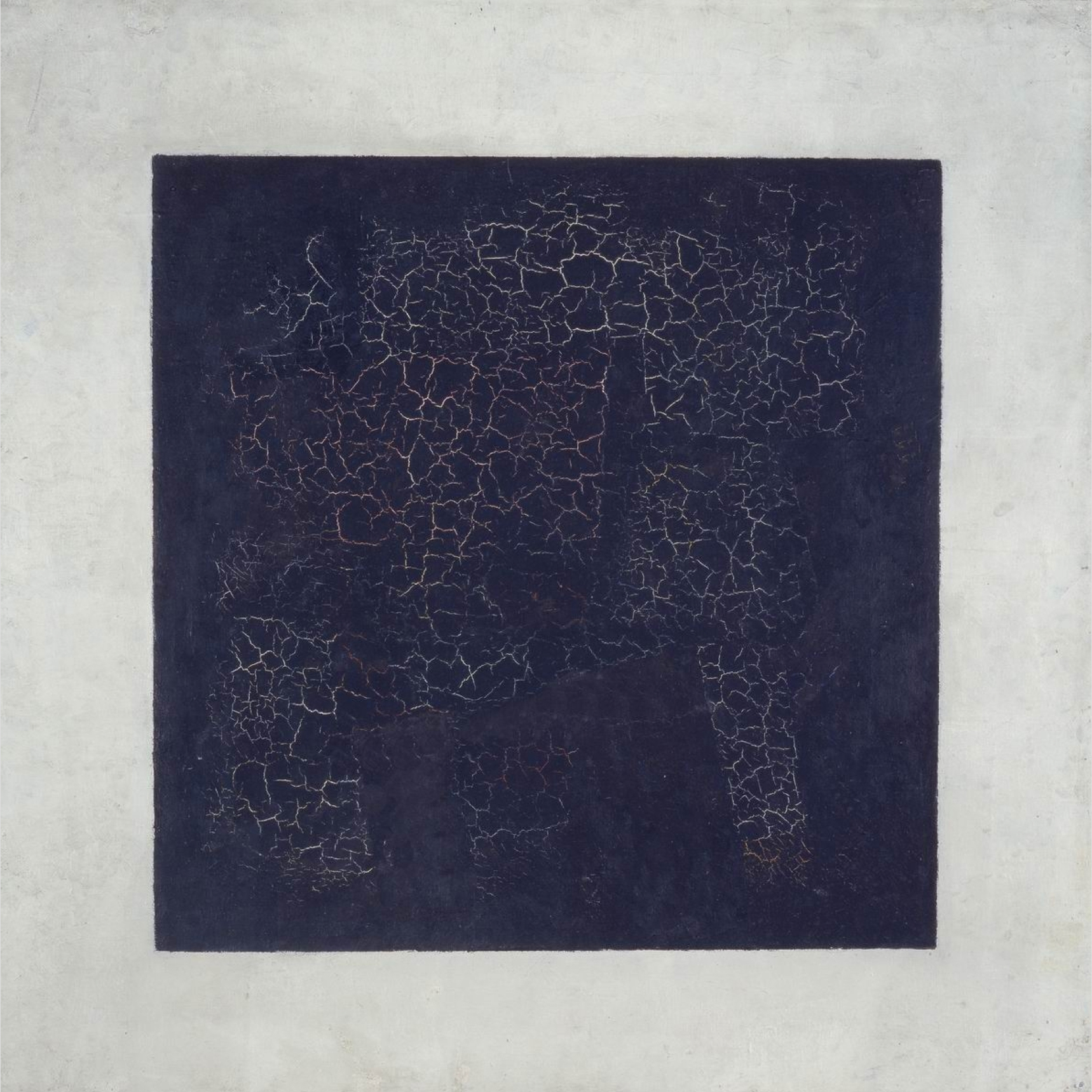
مربع سیاه
۱۹۱۵ م.
اثر کازیمیر ماله‌ویچ